# Aenigmatopoeus orbicularis
Aenigmatopoeus orbicularis är en tvåvingeart som beskrevs av Schmitz 1914. Aenigmatopoeus orbicularis ingår i släktet Aenigmatopoeus och familjen puckelflugor. Inga underarter finns listade i Catalogue of Life.